# Philotes bernardino
Philotes bernardino är en fjärilsart som beskrevs av Barnes och Mcdunnough 1916. Philotes bernardino ingår i släktet Philotes och familjen juvelvingar. Inga underarter finns listade i Catalogue of Life.